# Bermond d'Anduze (évêque de Viviers)
Pour les articles homonymes, voir Bermond d'Anduze.
Bermond d'Anduze, mort probablement en 1244, est un évêque de Viviers de la première moitié du XIIIe siècle, issu de la famille d'Anduze.

## Biographie

### Origines
Bermond (Bermundus), parfois sous la forme Bernard appartient à la famille des Bermond d'Anduze, implantée en Vivarais. Il est le fils de Bernard († v. 1223), seigneur d'Anduze — dominus Bernardus, l'Histoire générale de Languedoc (éd. Privat, t.VI, pp. 395-396, la Gallia Christiana, ou encore Malbos (1977), le numérote [VII] —, et de son épouse dont le nom n'est pas connu, dite Marquise (Marchisia, Marquisia). Auguste Roche (1894) indiquait que certains auteurs lui avait donné, par erreur, pour parents Bernard, seigneur des Portes, de Largentière et d'Alès, et Vierne du Luc, alors que ces derniers seraient son frère et sa belle-sœur.
Un acte de 1210, permet de connaître Bernard VII, aux côtés de sa femme (domino Bernardo de Andusia et de domina Marquisia, uxoris ejus) et de quatre fils. Il aurait ainsi trois frères et deux sœurs : Pierre-Bermond [VI], dit de Sauve, fils aîné et héritier de la baronnie, mais mourant avant son père, qui a épousé Constance de Toulouse, reine répudiée de Navarre ; Bernard ([VIII] alias [VI]), dit le Jeune, héritier à la mort de son frère, qui épouse Vierne, dame du Luc ; Marquis dit Bernard, abbé de Masan (Mazan) ; Adélaïde (Azalais, Adalais), qui épouse d'Odilon de Mercœur, et Sybille, qui épouse Raimond/Raymond Pelet, co-seigneur d'Alès.

### Épiscopat
Bermond d'Anduze monte sur le trône de Viviers, en 1222,.
L'année suivante, il rétablit, lors de l'accord d'Argentières, son neveu Pierre Bermond IV à la tête de la cité d'Alès. Il met ainsi fin, le 8 septembre 1223, au procès entre Pierre Bermond IV, et Vierne, au sujet des péages de la ville d'Alès (Histoire générale de Languedoc, t. VIII, preuves 769-73).
En 1229, il siège au quatrième concile d'Orange. Le 5 mai 1231, il écrit au pape Grégoire IX pour lui recommander la cause d'Étienne, évêque de Die, qu’il était question de canoniser. En 1242, enfin, il termine un procès entre son église et celle de Saint-Marcel d'Ardèche et fut arbitre entre le commandeur de Jalès et le prieur de Bourg-Saint-Andéol.

### Entre le comté de Toulouse et la France
Son épiscopat est marqué par les tensions entre le comte de Toulouse et le roi de France. Lors de son accession au trône, le comte de Toulouse Raymond VII succède à son père Raymond VI,. Ce contexte va déboucher sur des tensions,.
Son église avait profité de la ruine de Raymond VI de Toulouse en s’attribuant le tiers de la seigneurie de Largentière. Dès l’avènement du jeune Raymond VII, qui voulait récupérer les fiefs de son père, Bermond est la cible des attaques des patriotes toulousains. Après un échec en fin 1222, Raymond VII revient en forces en juillet suivant et s’empare de la ville. Bermond en appele au pape Honorius III qui invite le comte de Toulouse à restituer les biens de l’Église de Viviers ; s’il refuse d’obéir, il courrerait le risque de ne jamais obtenir l’absolution, qu’il sollicitait. Raymond VII maintient ses troupes et le 26 février 1225, un ultimatum du pape demeure sans effet. Sur la demande du pape Honorius III, le roi Louis VIII de France se met en marche vers le Languedoc avec une armée de 100 000 hommes en 1226 et récupére Largentière.
À la suite du Traité de Paris de 1229, dans lequel n'est pas mentionné, le sénéchal de Beaucaire somme immédiatement l’évêque de Viviers de se reconnaître vassal du roi Louis IX. Bermond proteste et le sénéchal saisit le temporel de son diocèse et ses biens propres. Bermond d'Anduze se plaint à l’empereur mais il ne reçoit aucune aide.
En 1235, il se met en route pour l’Allemagne, rejoint Frédéric II à Haguenau et obtient de sa part, en janvier 1236, une bulle confirmant tous les biens et tous les privilèges de son église. À l’égard de Raymond VII, Bermond témoigne une rancune tenace. Le 25 juillet 1240, il tient à s’associer à Zoen, archiprêtre de Bologne, légat du pape, pour l’excommunier solennellement.

### Mort et succession
La date de sa mort n'est pas précisément connue.
Certaines listes épiscopales ont indiqué à sa suite, entre octobre 1240 et décembre 1242, un certain Bertrand, mais absent de la liste proposée par le Gallia Christiana. Régné (1921) indique cependant que « Ce très court épiscopat laisse subsister un doute sur la personnalité de Bertrand Ier. Il se pourrait que Bernard, Bermond et Bertrand ne fussent qu'un seul et même évêque. »
Il semble très probablement mourir au plus tôt en 1240 et au plus tard dans la première moitié l'année 1244, puisqu'un nouvel évêque, Arnaud de Vogüé, monte sur le trône de Viviers, en août 1244,.

## Armoiries
| Blason | Blasonnement : d'argent au lion de gueules. Commentaires : Maison d'Anduze. |